# Alte Messe München
Die Alte Messe München war ein etwa 37 Hektar großes Gelände, das von 1908 bis 1998 für Messeveranstaltungen in München genutzt wurde. Nach Inbetriebnahme des neuen Messegeländes in München-Riem wurden die alten Messehallen und die zugehörigen Infrastrukturanlagen größtenteils abgebrochen (siehe auch Baufeldfreimachung) und anschließend überwiegend Wohn- sowie Geschäftsgebäude mit neuen Erschließungsstraßen errichtet. Erhalten blieben lediglich einige Baudenkmäler wie beispielsweise drei Messehallen aus dem Jahr 1908 und der Bavariapark.

## Lage und Verkehrsanbindung
Das Alte Messegelände befand sich im Münchner Stadtteil Schwanthalerhöhe am westlichen Rand der Innenstadt. Im Osten grenzte es unmittelbar die Theresienwiese an. Diese diente regelmäßig als Parkplatz für die Messebesucher. Im Norden endete das Gelände an der Heimeranstraße mit der U-Bahn-Haltestelle Messegelände (nach Schließung des Messegeländes 1998 umbenannt in Schwanthalerhöhe). Im Westen verläuft in Nord-Süd-Richtung die Ganghoferstraße und im Süden reichte das Messegelände bis an die Pfeuferstraße und Radlkoferstraße heran. Das Messegelände wurde im Süden von der Bahnstrecke München–Rosenheim, die dort in einem Tunnelbauwerk verläuft, durchschnitten.

## Geschichte

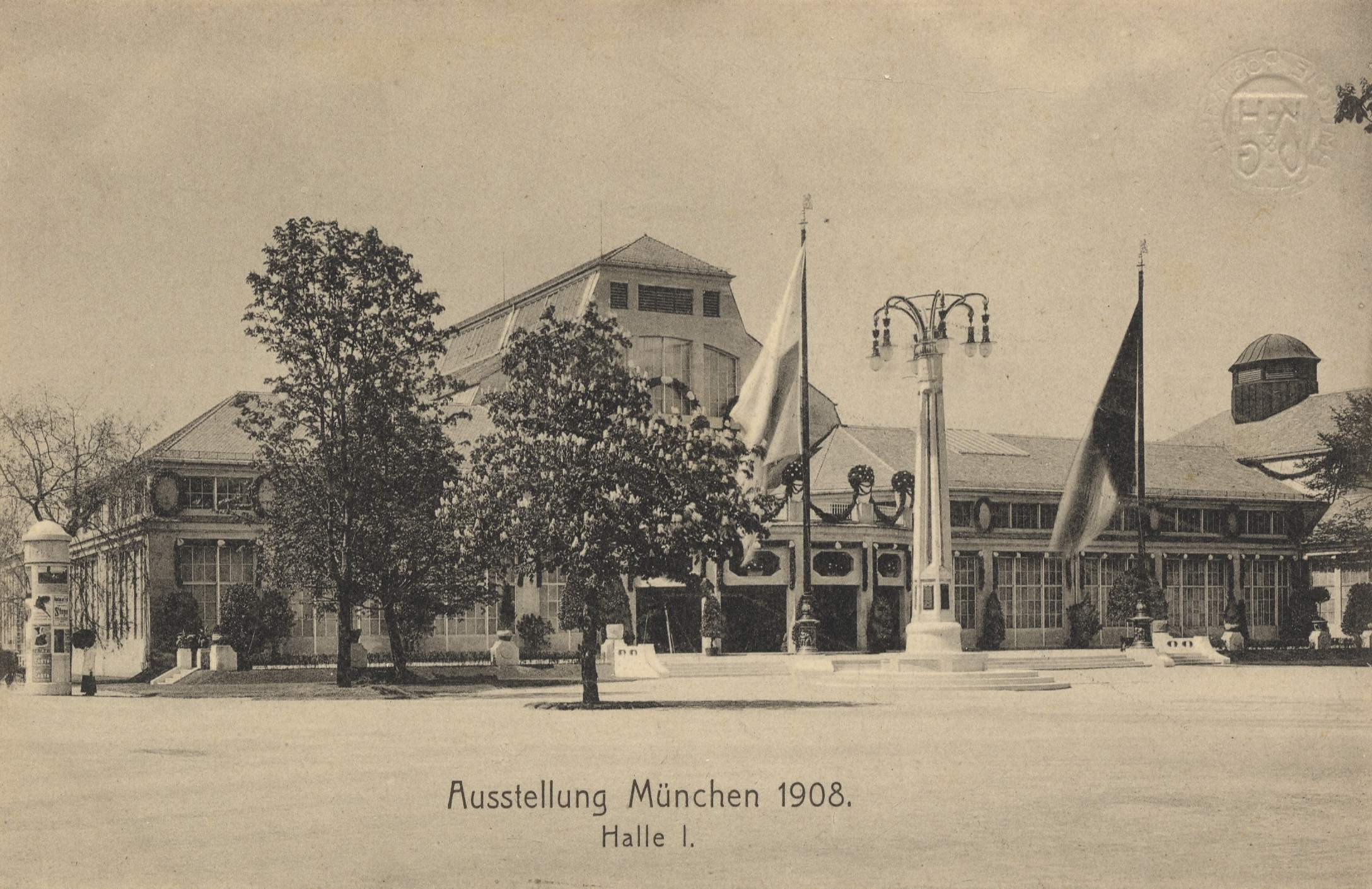
Ausstellungshalle (1908)

Im Zuge des aufblühenden Messewesens im 19. Jahrhundert in München erkannte man um die Jahrhundertwende einen dringenden Bedarf an angemessenen Ausstellungsräumen. Der bis dahin genutzte Glaspalast erwies sich als unzureichend, weshalb man sich um 1900 entschied, einen dauerhaften Ausstellungspark auf der Theresienhöhe zu errichten. Anlässlich der 750-Jahr-Feier Münchens wurde dieser 1908 eröffnet, jedoch verlief das Messe- und Ausstellungsgeschehen anfangs recht zurückhaltend.
Während des Ersten Weltkrieges wurden die Ausstellungshallen für militärische Zwecke genutzt, und nach dem Krieg musste sich die Wirtschaft erst erholen. Obwohl ab 1920 die Aktivitäten im Ausstellungspark wieder zunahmen, fanden in den Folgejahren nur wenige Ausstellungs- oder Messeveranstaltungen von nationaler oder internationaler Bedeutung statt, mit Ausnahme der Deutschen Verkehrsausstellung im Jahr 1925. Erstaunlicherweise beeinflusste die Weltwirtschaftskrise von 1929 bis 1932 den Veranstaltungskalender des Ausstellungsparks kaum.
Während der Jahre ab 1933 wurden verstärkt Veranstaltungen im Sinne der damaligen Machthaber im Ausstellungspark durchgeführt, was die Bedeutung des Geländes als Ausstellungs- und Messeplatz einschränkte. Die Messen und Ausstellungen blieben größtenteils auf regionale Grenzen beschränkt. Während des Zweiten Weltkrieges wurde das Gelände erneut militärisch genutzt und nach dem Krieg zunächst von der U.S. Militärregierung belegt. Kurze Zeit später kam es zu einer Wiederbelebung des Ausstellungsparks und es fanden vermehrt Veranstaltungen statt.
Ein Wendepunkt für den Ausstellungspark als führenden Messeplatz in Deutschland erfolgte am 1. April 1964 mit der Gründung der Münchener Messe- und Ausstellungsgesellschaft mbH (MMG). Diese neue Organisation erkannte den Wertewandel und legte ihren Fokus auf Fachmessen spezifischer Branchen und zukunftsweisender Themen der Hochtechnologie mit weitreichender Bedeutung für die internationale Wirtschaft. Im Jahr der Gründung der MMG standen 17 Hallen mit insgesamt 44.000 m² vermietbarer Ausstellungsfläche zur Verfügung. Durch den Generalausbauplan wuchs die verfügbare Hallenbruttofläche ab 1965 auf 63.000 m² an, und durch weitere Erweiterungen und die Nutzung anderer Gebäude standen schließlich 80.000 m² Hallenbruttofläche zur Verfügung. Der Bedarf an noch mehr Ausstellungsfläche führte zu weiteren Ausbauten des Geländes, wie beispielsweise der Fertigstellung der Halle I im Jahr 1979 und den Neubauten im Südteil des Geländes 1983. Nach der Einweihung der Neubauten verfügte der Messeplatz München im Jahr 1983 über 105.000 m² Bruttohallenfläche.
In den nachfolgenden Jahren erlebte die Messe München trotz politischer und wirtschaftlicher Herausforderungen weiterhin Erfolge und Rekordergebnisse. Besonders bemerkenswert war das Jahr 1984 mit fast 2 Millionen Besuchern, über 20.000 Ausstellern und einem Umsatz von über 100 Millionen DM. Das Messegeschehen blieb auf einem hohen Niveau, wenngleich es Schwankungen gab, die durch wechselnde Messeschwerpunkte in bestimmten Jahren bedingt waren. Im Jahr 1991 entstand eine weitere feste Halle, gefolgt von vier zusätzlichen Leichtbauhallen als Provisorium im Jahr 1992. Zu diesem Zeitpunkt waren die baurechtlichen Ressourcen erschöpft und das Messegelände verfügte über eine Gesamtfläche von 110.000 m² Bruttohallenfläche.
Trotz der Erfolge war der Messeplatz München aufgrund seiner begrenzten Ausstellungsfläche im Vergleich zu anderen deutschen Messestädten benachteiligt. Um wettbewerbsfähig zu bleiben, wurde schließlich beschlossen, die Messe nach München-Riem zu verlagern, wo bis 1998 eines der modernsten Messezentren der Welt mit einer Gesamtfläche von 73 Hektar entstand.

## Statistik
Die nachfolgende Statistik zeigt die Entwicklung der Besucherzahlen und die Anzahl der Aussteller auf der Alten Messe München zwischen 1964 und 1996.
| Jahr | Messebesucher in Mio. | Aussteller |
| ---- | --------------------- | ---------- |
| 1964 | 0,70                  | 5.300      |
| 1965 | 0,50                  | 5.000      |
| 1966 | 0,90                  | 8.400      |
| 1967 | 0,50                  | 5.800      |
| 1968 | 1,40                  | 9.500      |
| 1969 | 0,50                  | 6.400      |
| 1970 | 1,20                  | 8.500      |
| 1971 | 1,00                  | 8.300      |
| 1972 | 1,00                  | 9.300      |
| 1973 | 1,00                  | 8.800      |
| 1974 | 0,90                  | 9.400      |
| 1975 | 0,80                  | 8.300      |
| 1976 | 1,60                  | 13.000     |
| 1977 | 1,30                  | 11.400     |
| 1978 | 1,10                  | 13.500     |
| 1979 | 1,61                  | 12.254     |
| 1980 | 1,62                  | 17.745     |

| Jahr | Messebesucher in Mio. | Aussteller |
| ---- | --------------------- | ---------- |
| 1981 | 1,32                  | 15.456     |
| 1982 | 1,70                  | 17.646     |
| 1983 | 1,87                  | 18.287     |
| 1984 | 1,99                  | 20.708     |
| 1985 | 1,56                  | 18.613     |
| 1986 | 1,96                  | 20.106     |
| 1987 | 1,70                  | 19.387     |
| 1988 | 1,88                  | 21.852     |
| 1989 | 1,90                  | 21.341     |
| 1990 | 1,97                  | 22.389     |
| 1991 | 1,82                  | 19.795     |
| 1992 | 2,02                  | 19.548     |
| 1993 | 1,99                  | 23.019     |
| 1994 | 1,69                  | 22.927     |
| 1995 | 2,23                  | 24.288     |
| 1996 | 1,97                  | 23.955     |

## Verbleib
An das ehemalige Messegelände erinnern noch folgende Baudenkmäler:
- Drei ehemalige Ausstellungshallen (jetzt Verkehrszentrum (Deutsches Museum)) von 1907/08
- Ehemaliges Messeverwaltungsgebäude von 1907/08
- Ehemalige Post und Restaurant von 1950
- Ehemalige Kongresshalle mit Bürotrakt von 1953
- Bavariapark von 1825 bis 1831